# César Pierry
César Pierry (Buenos Aires, 13 de mayo de 1955 - Buenos Aires, 29 de julio de 1992) fue un actor argentino. Saltó a la fama a fines de la década de 1980 y principios de los años 1990 por sus participaciones en ciclos de televisión humorísticos.

## Biografía
César Pierry se hizo famoso primero sobre las tablas (como actor de teatro) compartiendo escenas con artistas como Pepe Cibrián, Antonio Gasalla y María Fernanda Callejón, entre muchos otros, desplegando su gran talento humorístico. Además de actor fue estudiante de abogacía y un dedicado ciclista.
Entre 1987 y 1990 formó parte del elenco de Matrimonios y algo más, de Hugo Moser, junto a Rodolfo Ranni, Hugo Arana, Cristina del Valle, Gianni Lunadei, Estela Molly, Mirta Busnelli, Edda Bustamante, Adriana Salgueiro, Fernando Lúpiz, Aída Luz y Gonzalo Urtizberea entre otros.
En 1989 se estrenó la única película en la que trabajó, el drama franco-argentino Corps perdus ("Cuerpos perdidos"), de Eduardo de Gregorio, donde actúa junto a Laura Morante, Tchéky Karyo y Gerardo Romano.
A finales de 1990 y durante 1991 protagonizó la comedia televisiva Detective de señoras, en dupla con Fernando Lúpiz, y acompañado por actores de la talla de Stella Maris Lanzani, Luisa Albinoni y Ricardo Morán. Detective de señoras era una telenovela de enredos y romance a las que se le agregaba escenas de riesgo y efectos especiales. La misma fue creada por Hugo Moser y se emitió por Canal 13. El buen índice de audiencia del programa hizo aún más popular la figura de Pierry en el país.
En 1992 grabó de manera inconclusa la comedia Mi socio imposible, también con Lúpiz, la cual estaba diseñada como una continuación del formato y estilo de Detective..., e iba a emitirse en principio por Telefe. Tras la muerte de Pierry esta fue cancelada y nunca se emitió.

### Tragedia y fallecimiento
El 10 de julio de 1992 Pierry grababa un capítulo de Mi socio imposible, el reemplazante de Detectives de señoras, cuando una granada de humo estalló antes de tiempo. El explosivo le provocó terribles mutilaciones en la mano izquierda, la semi amputación de tres dedos y la pérdida del sostén esquelético de los otros. Sus compañeros, Fernando Lúpiz y Ricardo Morán que estaban a su lado, debieron ser atendidos con heridas leves. Internado en el Hospital Británico de Buenos Aires, fue operado cuatro veces.
El 29 de julio de 1992, casi al final de lo que fue su última intervención quirúrgica, sufrió un paro cardiorrespiratorio que le ocasionó la muerte. Algunos rumores que surgieron a lo largo de la causa siguiente fue que su fallecimiento repentino se debió a una mala praxis, relacionada con un error en la medicación o a un exceso de anestesia, entre otras suposiciones nunca esclarecidas.
Los restos de Pierry se encuentran en el Cementerio de la Chacarita, en el Panteón de la Asociación de actores de la capital porteña. Falleció con tan solo 37 años de edad.

## Teatro
- A la Capital (1980), de Pepe Cibrián Campoy.
- Matrimonios y algo más (1980).
- De aquí no me voy (1982), de Pepe Cibrián Campoy.
- Calígula (1983), de Pepe Cibrián Campoy.
- Gasalla en terapia intensiva, de Antonio Gasalla.
- Sugar (1986).
- Divas (1987), de Pepe Cibrián Campoy.
- El mago de Oz (1989).[4]